# Hainardia
Hainardia cylindrica é uma espécie de planta com flor pertencente à família Poaceae. 
A autoridade científica da espécie é (Willd.) Greuter, tendo sido publicada em Boissiera. Memoires du Conservatoire de Botanique et de l'Institut de Botanique Systématique de l'Université de Genève 13: 178. 1967.

## Portugal
Trata-se de uma espécie presente no território português, nomeadamente em Portugal Continental, no Arquipélago dos Açores e no Arquipélago da Madeira.
Em termos de naturalidade é nativa de Portugal Continental e no Arquipélago da Madeira e introduzida no Arquipélago dos Açores.

## Protecção
Não se encontra protegida por legislação portuguesa ou da Comunidade Europeia.